# Liste von Söhnen und Töchtern der Stadt Bogotá
Dies ist eine Liste bekannter Persönlichkeiten, die in der kolumbianischen Hauptstadt Bogotá geboren wurden.

## 16. bis 18. Jahrhundert

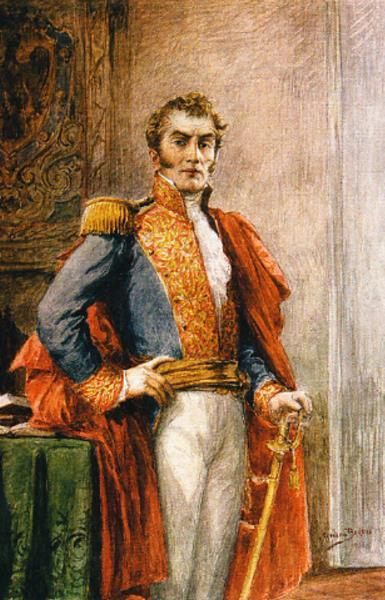
Antonio Nariño
(1765–1824)

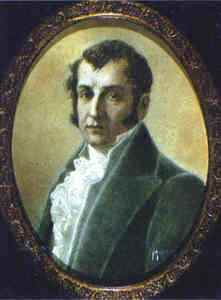
Jorge Tadeo Lozano
(1771–1816)

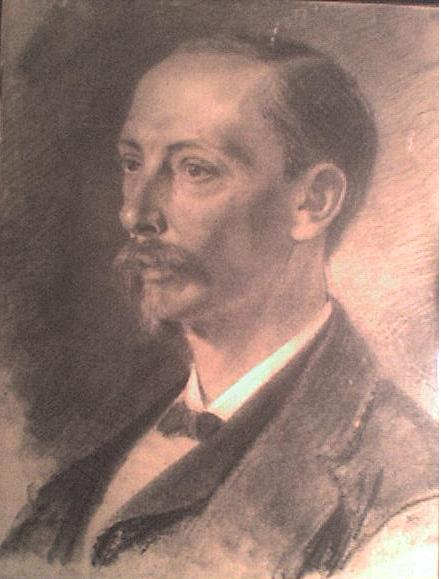
Rafael Pombo
(1833–1912)

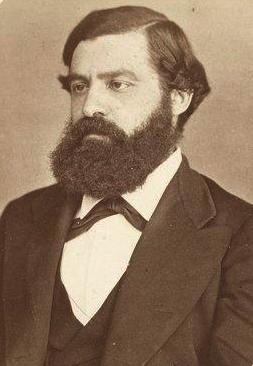
Ezequiel Uricoechea
(1834–1880)

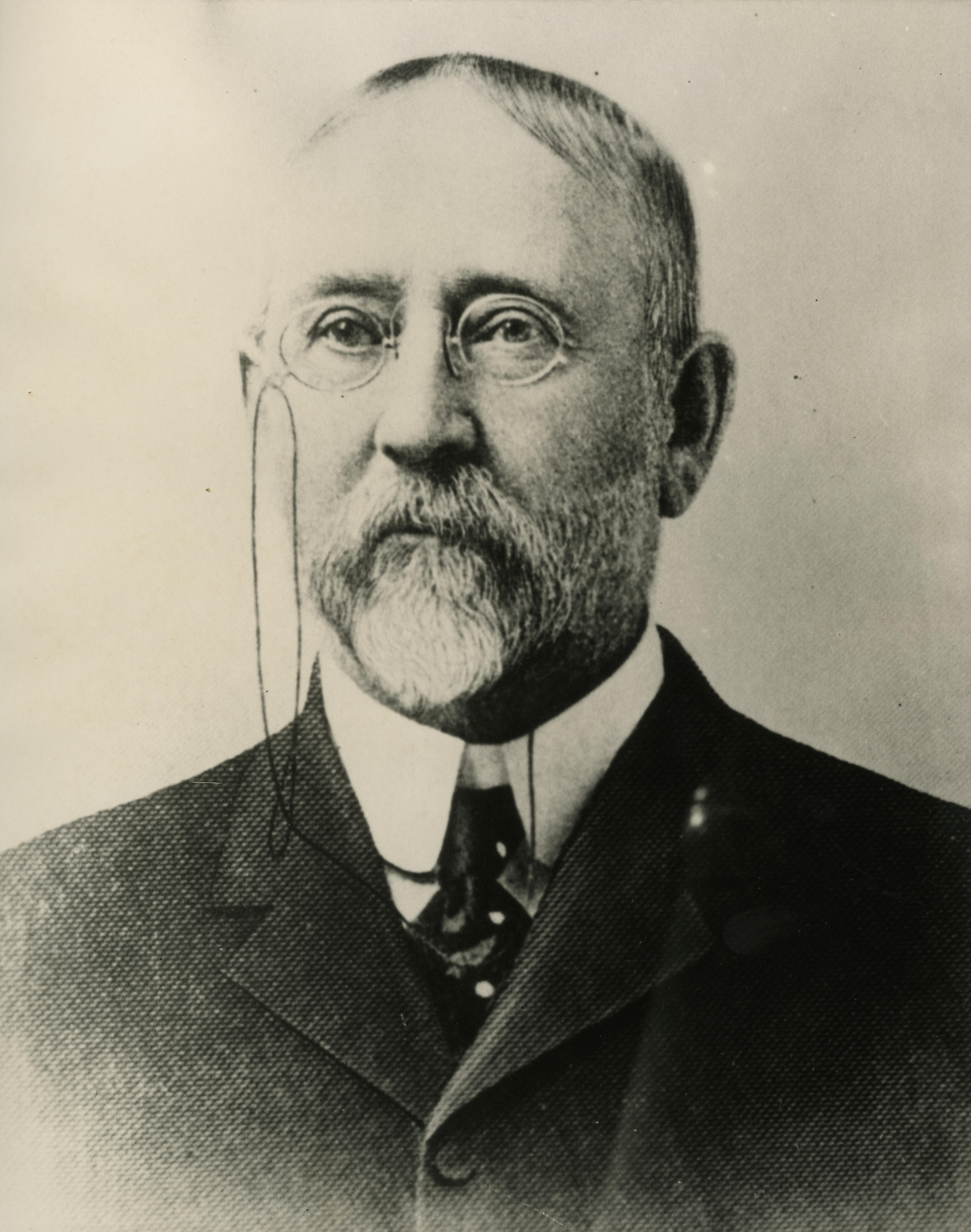
Eugene Semple
(1840–1908)

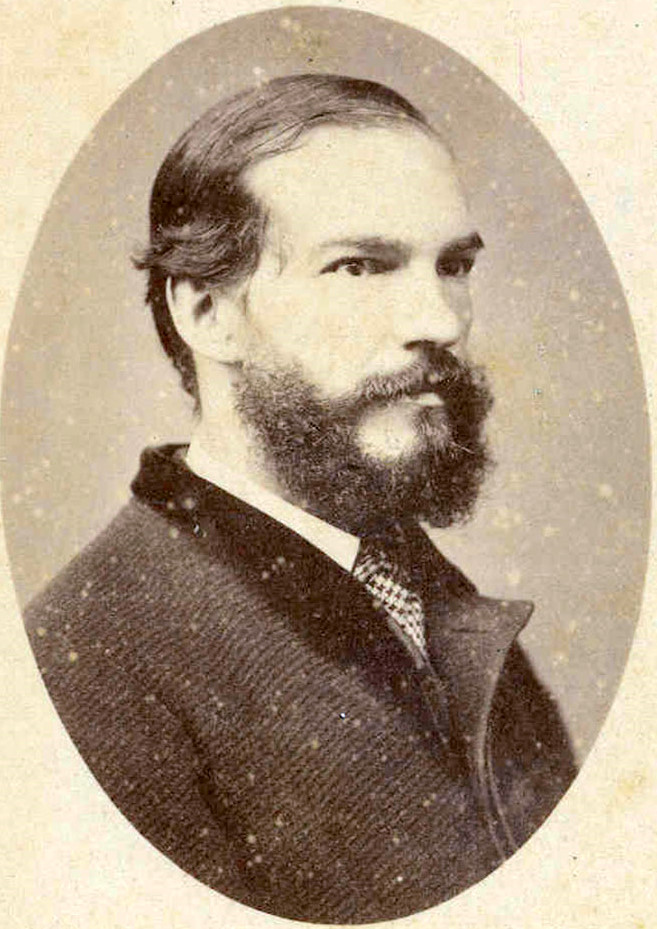
Rufino José Cuervo
(1844–1911)

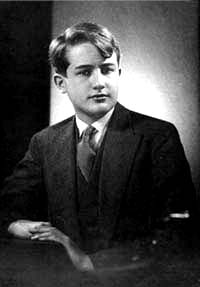
Nicolás Gómez Dávila
(1913–1994)

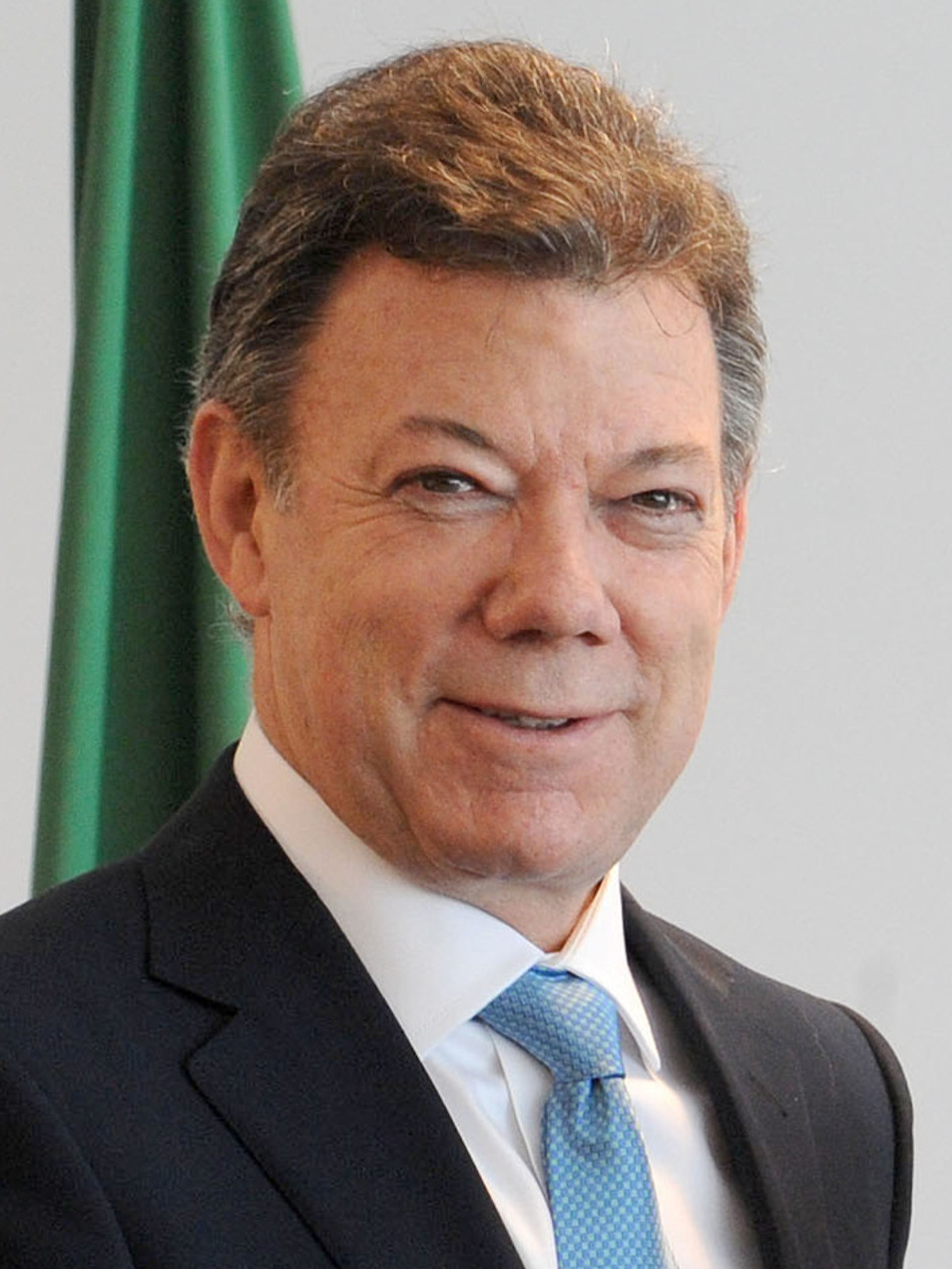
Juan Manuel Santos
(* 1951)

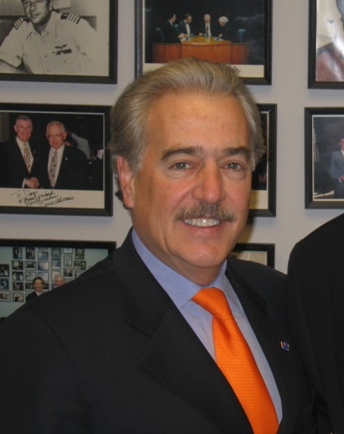
Andrés Pastrana
(* 1954)

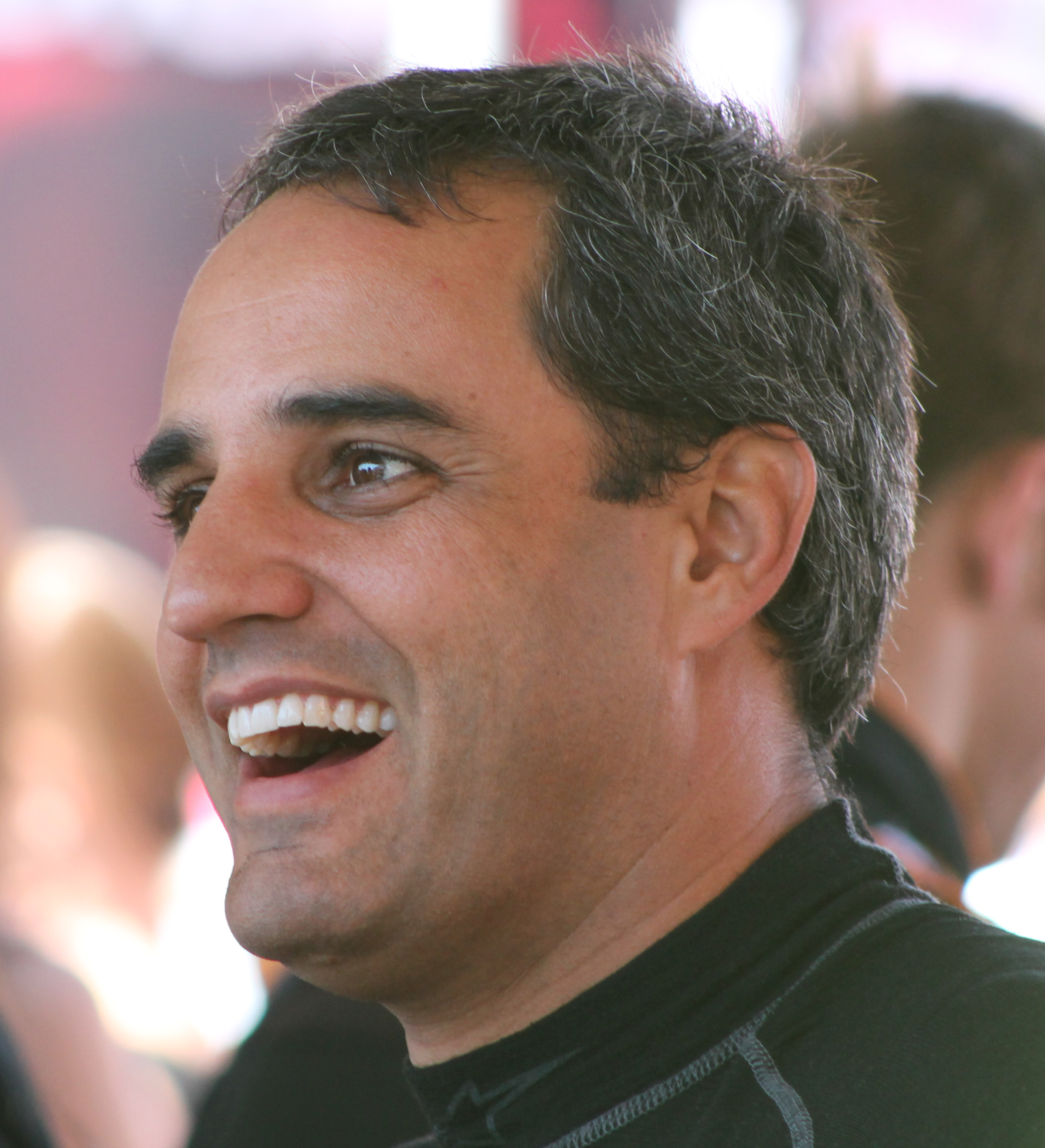
Juan Pablo Montoya
(* 1975)

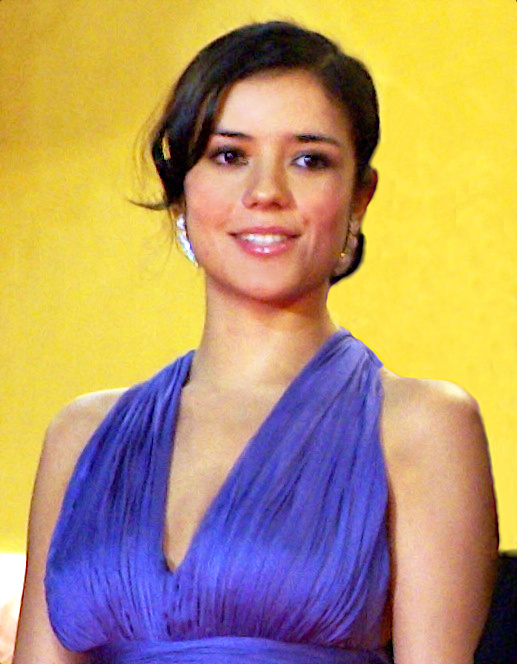
Catalina Sandino Moreno
(* 1981)

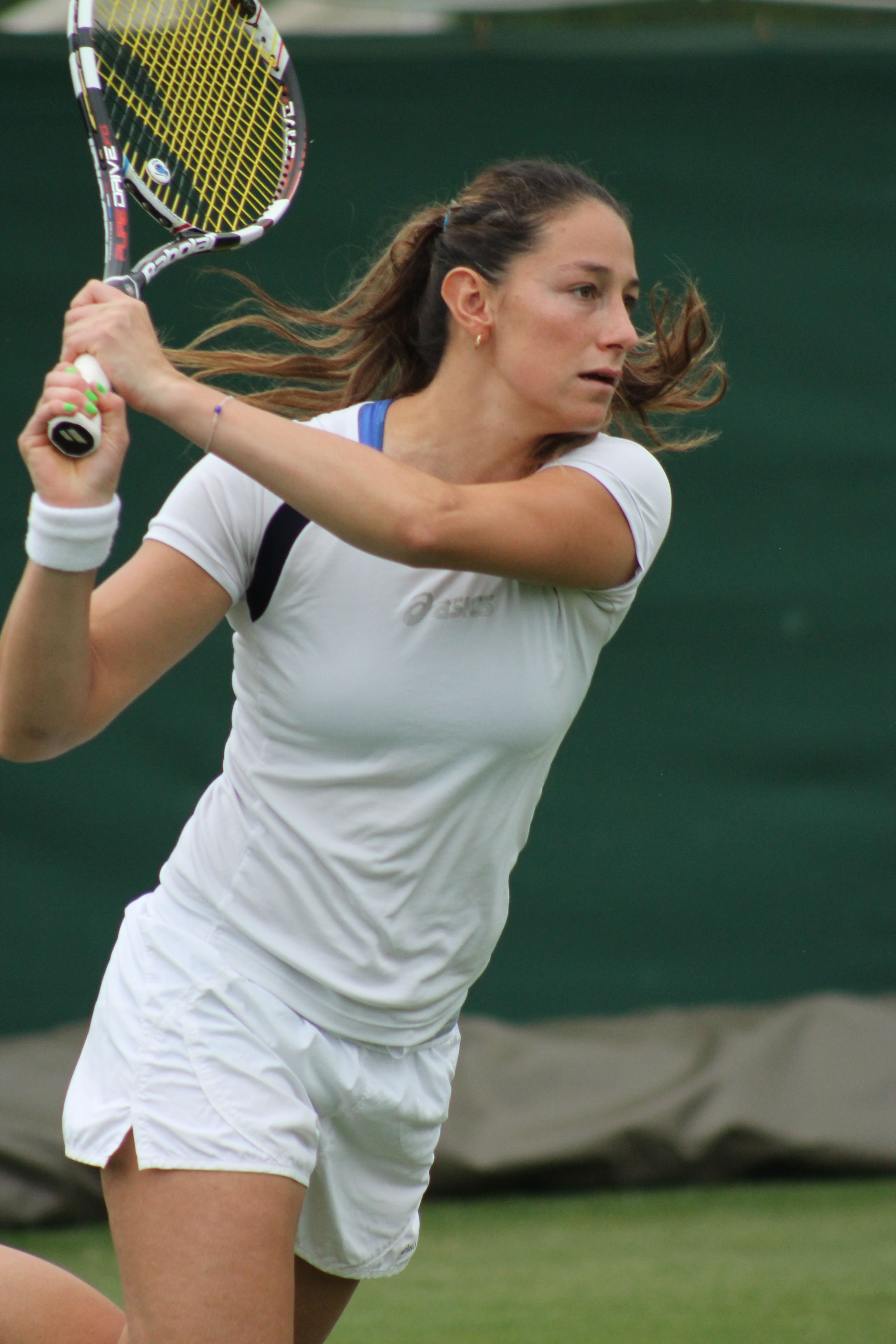
Mariana Duque Mariño
(* 1989)

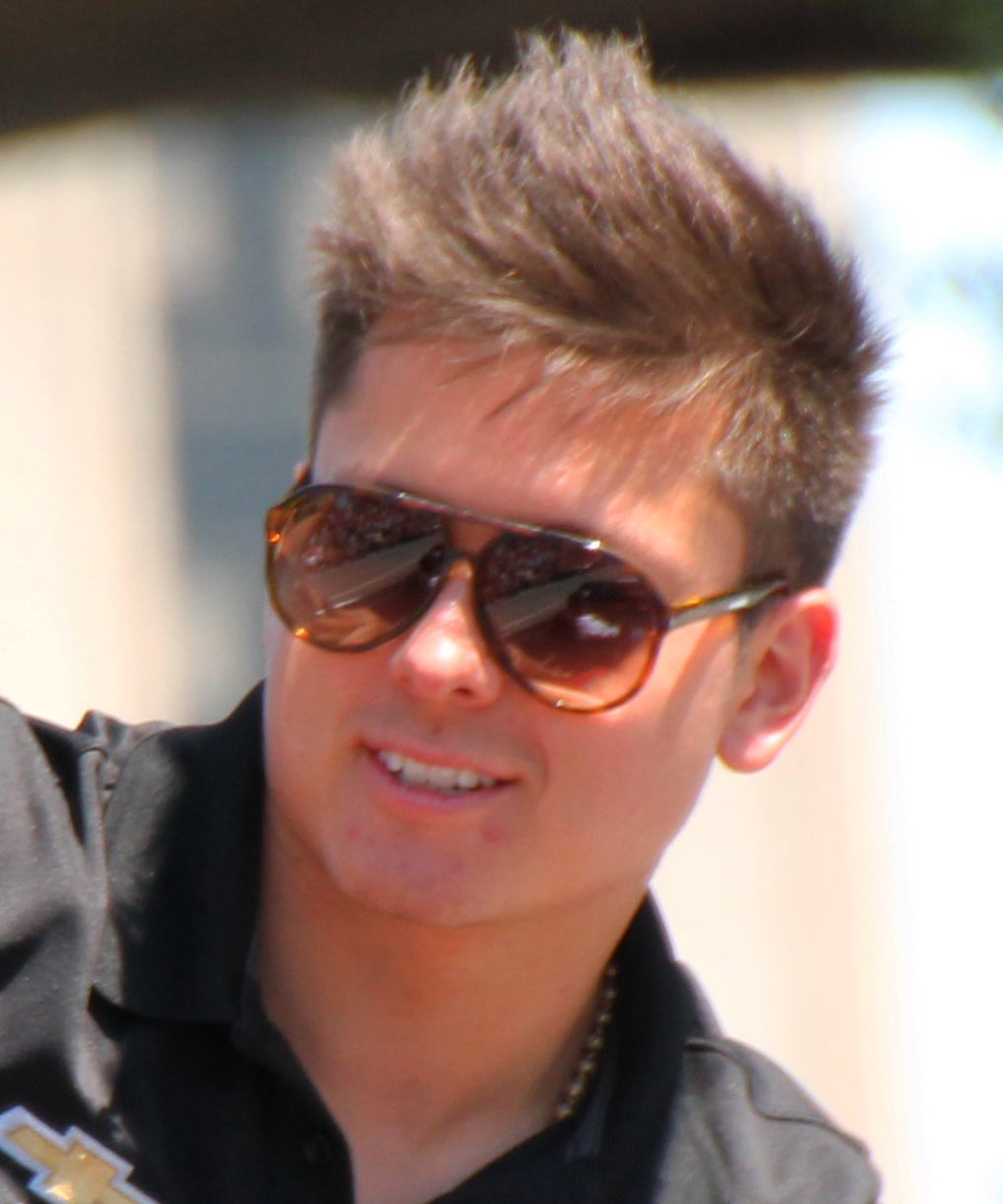
Sebastián Saavedra
(* 1990)

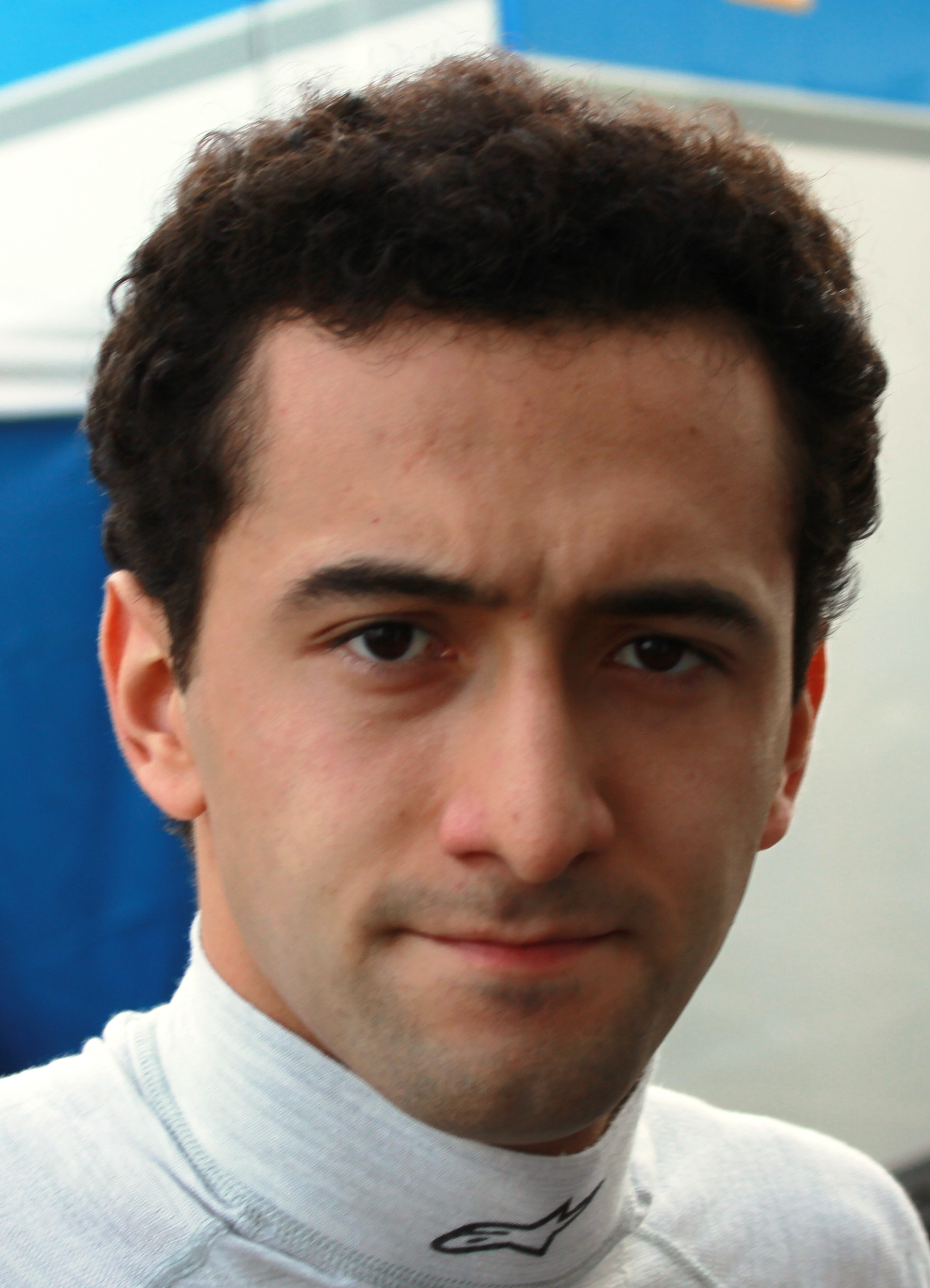
Carlos Huertas
(* 1991)

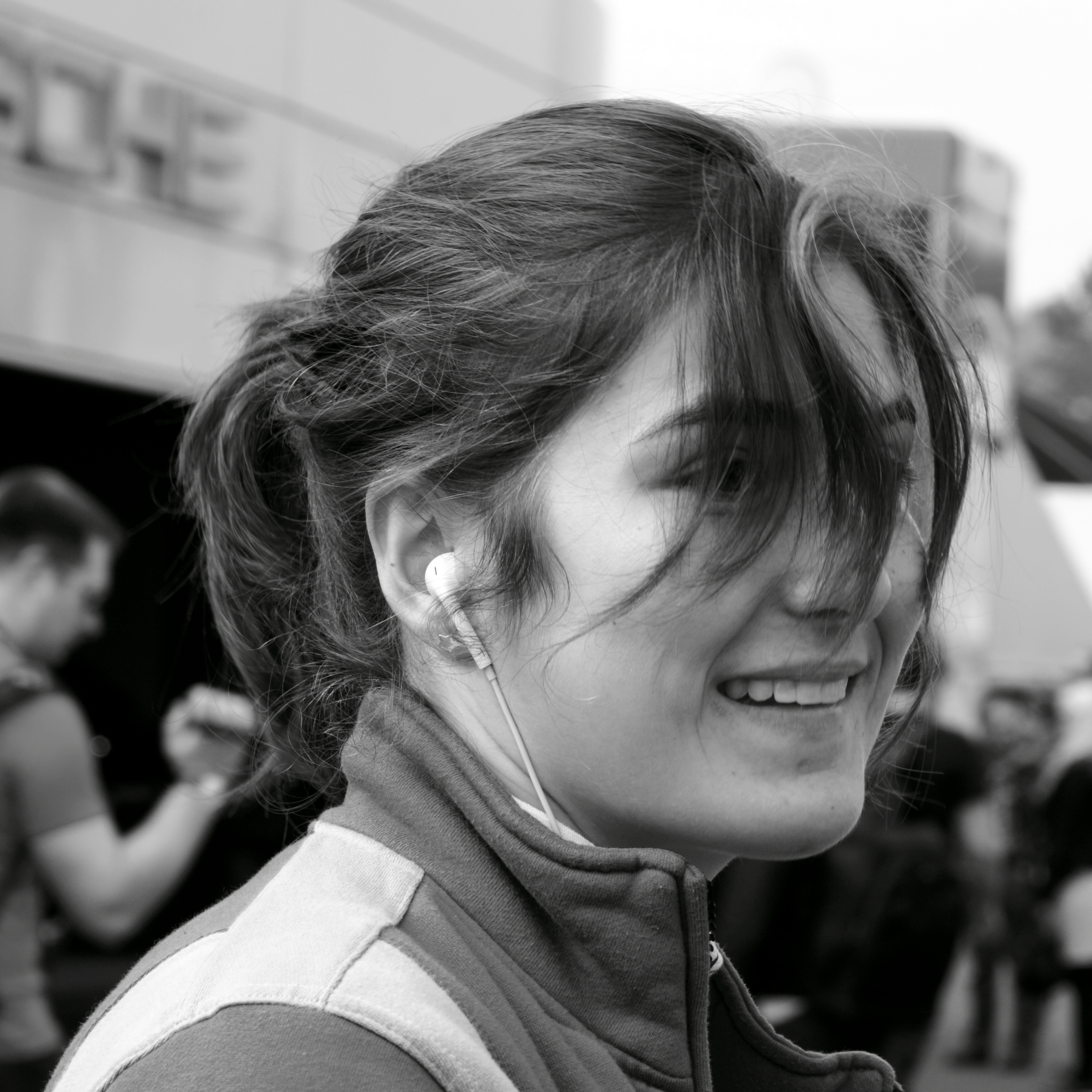
Tatiana Calderón
(* 1993)

- Antonio Nariño (1765–1824), Politiker
- Jorge Tadeo Lozano (1771–1816), neugranadischer Wissenschaftler, Journalist und Politiker

## 19. Jahrhundert
- José Joaquín Guarín (1825–1854), Komponist
- Rafael Pombo (1833–1912), Schriftsteller und Diplomat
- Ezequiel Uricoechea (1834–1880), Naturwissenschaftler und Universalgelehrter
- Eugene Semple (1840–1908), US-amerikanischer Politiker und von 1887 bis 1889 der 13. Gouverneur des Washington-Territoriums
- Miguel Antonio Caro (1843–1909), Politiker und von 1894 bis 1898 Präsident Kolumbiens
- Rufino José Cuervo (1844–1911), Romanist, Hispanist und Sprachwissenschaftler
- Bernardo Herrera Restrepo (1844–1928), römisch-katholischer Geistlicher und von 1891 bis 1928 Erzbischof von Bogotá
- Honorio Alarcón (1859–1920), Pianist
- Andrés de Santa Maria (1860–1945), Maler
- Julio Garavito Armero (1865–1920), Astronom
- José Asunción Silva (1865–1896), Schriftsteller
- Santos Cifuentes (1870–1932), Komponist
- Ricardo Sanz de Samper y Campuzano (1873–1954), Geistlicher
- Guillermo Uribe Holguín (1880–1971), Komponist
- Guillermo Quevedo Zornosa (1882–1964), Komponist
- Jesús Bermúdez Silva (1884–1969), Komponist
- Daniel Zamudio (1887–1952), Komponist und Musikwissenschaftler
- Eduardo Santos (1888–1974), Journalist, Politiker und von 1938 bis 1942 Präsident Kolumbiens
- Laureano Gómez (1889–1965), Politiker und von 1950 bis 1951 Präsident Kolumbiens
- Roberto Urdaneta Arbeláez (1890–1972), Diplomat, Politiker und von 1951 bis 1953 Präsident Kolumbiens
- Luis Concha Córdoba (1891–1975), Erzbischof von Bogotá und Kardinal der römisch-katholischen Kirche
- Antonio Álvarez Lleras (1892–1956), Dramatiker
- Germán Arciniegas (1900–1999), Politiker, Schriftsteller und Journalist

## 20. Jahrhundert

### 1901–1920
- Jorge Eliécer Gaitán (1903–1948), Politiker und Anwalt
- Gregorio Hernandéz de Alba (1904–1973), Archäologe und Ethnologe
- Alberto Lleras Camargo (1906–1990), Politiker und zweimaliger Präsident Kolumbiens (1945–1946 und 1958–1962)
- Alejandro Tobar (1907–1975), Komponist und Violinist
- Marcel Beck (1908–1986), Schweizer Historiker
- Carlos Lleras Restrepo (1908–1994), Politiker und von 1966 bis 1970 Präsident Kolumbiens
- Andrés Pardo Tovar (1911–1972), Soziologe, Musikethnologe und Folklorist
- Guillermo Abadía Morales (1912–2010), Folklorist
- Nicolás Gómez Dávila (1913–1994), Philosoph
- Alfonso López Michelsen (1913–2007), Jurist und von 1974 bis 1978 Präsident Kolumbiens
- Julio César Turbay Ayala (1916–2005), Politiker und von 1978 bis 1982 Präsident Kolumbiens
- Indalecio Liévano (1917–1982), Politiker, Diplomat und Historiker; von 1974 bis 1978 Außenminister von Kolumbien sowie 1978/1979 Präsident der 33. Generalversammlung der Vereinten Nationen
- Samael Aun Weor (1917–1977), Philosoph, Anthropologe, Psychologe und neuzeitlicher Esoteriker
- Pablo Correa León (1918–1980), römisch-katholischer Geistlicher, Bischof von Cúcuta
- Andrés Holguín (1918–1989), Lyriker, Übersetzer und Literaturkritiker
- José Gabriel Calderón Contreras (1919–2006), römisch-katholischer Priester und rund 33 Jahre lang Bischof von Cartago
- Alicia Dussán (1920–2023), Anthropologin
- Fabio González-Zuleta (1920–2011), Komponist, Musikpädagoge und Organist

### 1921–1940
- José Ignacio Borrero (1921–2004), Ornithologe
- Álvaro Mutis (1923–2013), Schriftsteller
- Jaime Glottmann (* ca. 1925), Unternehmer
- Camilo Torres (1929–1966), römisch-katholischer Priester und Befreiungstheologe
- Gabriel Montalvo Higuera (1930–2006), römisch-katholischer Erzbischof und Diplomat des Heiligen Stuhls
- Rafael Puyana Michelsen (1931–2013), Cembalist
- Pablo Uribe (1931–2021), Fechter
- Alfonso Caycedo (1932–2017), spanischer Psychiater und Begründer der Sophrologie
- Bill Lynn (1933–2006), Schlagzeuger
- Helena Araújo (1934–2015), Schriftstellerin und Professorin für lateinamerikanische Literatur und Frauenforschung
- Rodolfo Llinás (* 1934), Neurowissenschaftler
- Héctor Monsalve (* 1934), Radrennfahrer
- Enrique Sarmiento Angulo (* 1934), römisch-katholischer Geistlicher und Bischof von Fontibón
- Carlos Rodríguez (1934–2017), Fußballspieler
- Luis Gabriel Romero Franco (* 1935), römisch-katholischer Geistlicher und Altbischof von Facatativá
- Jaime Silva (1935–2003), Fußballspieler
- Jorge Luque (1936–2024), Radrennfahrer
- Nicolás Suescún (1937–2017), Dichter, Erzähler und Zeichner
- Jorge Enrique Lozano Zafra (* 1938), römisch-katholischer Bischof von Ocaña
- Gustavo Rincón (* 1938), Radrennfahrer
- Daniel Caro Borda (* 1939), römisch-katholischer Geistlicher und emeritierter Bischof von Soacha
- Klaus Bose (* 1940), deutscher Maler und Grafiker
- Ulrich Müller (* 1940), deutscher Chemiker und Hochschullehrer
- Agustín Otero Largacha (1940–2004), römisch-katholischer Ordensgeistlicher und Weihbischof in Bogotá

### 1941–1950
- Jaime Prieto Amaya (1941–2010), Theologe und römisch-katholischer Bischof von Cúcuta
- Luis Augusto Castro Quiroga (1942–2022), römisch-katholischer Erzbischof von Tunja
- Jose-Alfonso López (* 1942), Radrennfahrer
- Héctor Ignacio Salah Zuleta (* 1942), römisch-katholischer Bischof von Riohacha
- Rubén Salazar Gómez (* 1942), römisch-katholischer Geistlicher und Erzbischof von Bogotá sowie Primas von Kolumbien
- Camilo Fernando Castrellón Pizano (* 1942), Ordenspriester und römisch-katholischer Bischof
- Lou Castel (* 1943), schwedisch-italienischer Schauspieler
- Fernando Garavito (1944–2010), Schriftsteller und Journalist
- Henry Higgins (1944–1978), kolumbianisch-englischer Stierkämpfer
- Víctor Mora (* 1944), Leichtathlet
- José Octavio Ruiz Arenas (* 1944), römisch-katholischer Geistlicher und Kurienerzbischof
- Álvaro Pachón Morales (* 1945), Radrennfahrer
- George Barcos (* 1946), Jazzgitarrist und Komponist
- German Carlos Greull (* 1946), Schweizer Theaterschauspieler, -regisseur, Komponist und Musiker
- Hernán Alvarado Solano (1946–2011), römisch-katholischer Geistlicher und Apostolischer Vikar von Guapi
- Alfonso Cano (1948–2011), Rebellenführer
- Anabel Torres (* 1948), Dichterin und Übersetzerin
- Héctor Cubillos Peña (* 1949), römisch-katholischer Bischof von Zipaquirá
- Clara López Obregón (* 1950), Wirtschaftswissenschaftlerin, Juristin und Politikerin
- Laura Restrepo (* 1950), Schriftstellerin und Aktivistin
- Ernesto Samper (* 1950), Politiker und von 1994 bis 1998 Präsident Kolumbiens
- Konrad Schneider (* 1950), deutscher Archivar und Numismatiker

### 1951–1960
- Luis Eduardo Garzón (* 1951), Politiker und von 2004 bis 2007 Bürgermeister der kolumbianischen Hauptstadt Bogotá
- Juan Manuel Santos (* 1951), Politiker und seit 2010 Präsident Kolumbiens
- Juan Mayr (* 1952), Fotograf, Umweltaktivist und Politiker, kolumbianischer Botschafter in Deutschland
- Chucho Merchan (* 1952), Bassist und Gitarrist in der Rock- und in der Fusionmusik
- Antanas Mockus (* 1952), Philosoph, Mathematiker und Politiker sowie ehemaliger Bürgermeister von Bogotá
- Andrés Pastrana (* 1954), Politiker und von 1998 bis 2002 Präsident Kolumbiens
- José Daniel Falla Robles (1956–2021), römisch-katholischer Bischof von Soacha
- Luis Augusto Campos Flórez (* 1958), römisch-katholischer Bischof von Socorro y San Gil
- Germán Medina Acosta (* 1958), römisch-katholischer Geistlicher, Bischof von Engativá
- Rodrigo García (* 1959), Fernseh- und Filmregisseur sowie Kameramann
- Mario Eduardo Dorsonville-Rodríguez (1960–2024), kolumbianisch-US-amerikanischer römisch-katholischer Geistlicher, Bischof von Houma-Thibodaux
- Martín Ramírez (* 1960), Radrennfahrer
- Cornelia Schroeder-Piller (* 1960), deutsche Politikerin (CDU), Hamburger Bezirksamtsleiterin von 2007 bis 2011

### 1961–1970
- Íngrid Betancourt (* 1961), Politikerin und ehemalige FARC-Geisel
- José Miguel Gómez Rodríguez (* 1961), römisch-katholischer Geistlicher und Erzbischof von Manizales
- Iván Cepeda Castro (* 1962), Menschenrechtsanwalt und Politiker
- Omar Hernández (* 1962), Radrennfahrer
- Stefan Krause (* 1962), deutsch-kolumbianischer Manager
- Sabine Würich (* 1962), deutsche Fotografin
- Patty Dodd (* 1963), Volleyball- und Beachvolleyballspielerin
- María Ángela Holguín (* 1963), ehemalige kolumbianische Außenministerin, Politikerin, Vertreterin Kolumbiens bei den Vereinten Nationen und Botschafterin in Venezuela
- Néstor Mora (1963–1995), Radrennfahrer
- John Leguizamo (* 1964), Schauspieler und Komiker
- Clara Rojas (* 1964), Politikerin, Rechtsanwältin und ehemalige FARC-Geisel
- Germán Toro Pérez (* 1964), kolumbianischer Komponist und Musikpädagoge
- Sergio Álvarez (* 1965), Schriftsteller und Journalist
- Andrea Echeverri (* 1965), Sängerin
- Magnus Pelkowski (* 1965), deutsch-kolumbianischer Basketballspieler
- Claudia Rueda (* 1965), Autorin und Illustratorin für Kinderbücher
- Jaime Bermúdez (* 1966), Diplomat und Politiker
- Rainer Diaz-Bone (* 1966), deutscher Soziologe
- Bernie Moreno (* 1967), US-amerikanischer Politiker und Unternehmer
- Eduardo Niño (* 1967), Fußballspieler
- Óscar Cortés (* 1968), Fußballspieler und -trainer
- Rodolfo Acosta (* 1970), Komponist
- María Linares (* 1970), Aktionskünstlerin
- Mauricio Rueda Beltz (* 1970), römisch-katholischer Geistlicher, Erzbischof und Diplomat des Heiligen Stuhls

### 1971–1980
- Raúl Montaña (* 1971), Radrennfahrer
- José Daniel Bernal (* 1973), Straßenradrennfahrer
- Gina Parody (* 1973), Politikerin und Rechtsanwältin
- Ricardo Pérez (* 1973), Fußballspieler
- Fred Rodriguez (* 1973), US-amerikanischer Profi-Radrennfahrer
- Juan Gabriel Vásquez (* 1973), Autor und Übersetzer
- Alejandro Díaz García (* 1974), römisch-katholischer Geistlicher, Weihbischof in Bogotá
- Miguel Gómez (* 1974), Fotograf
- Víctor Hugo Peña (* 1974), Radrennfahrer
- John Fredy Parra (* 1974), Radrennfahrer
- William Prieto Daza (* 1974), römisch-katholischer Geistlicher, Bischof von San Vicente del Caguán
- Carlos De los Ríos (* 1974), Künstler
- Antonio Ungar (* 1974), Erzähler und Romanautor
- Angélica Lozano (* 1975), Rechtsanwältin und Politikerin
- Juan Pablo Montoya (* 1975), Formel-1-Rennfahrer
- Edwin Raúl Vanegas Cuervo (* 1975), Weihbischof in Bogotá
- Felipe Aguirre (* 1976), Dirigent
- Edwin Congo (* 1976), Fußballspieler
- Nicolas Buitrago (* 1977), Schauspieler und Synchronsprecher
- Carlos Fernando Galán (* 1977), Politiker und Journalist
- Edmar Castañeda (* 1978), Jazz-Harfenist
- Blanca Huertas (* 1978), Lepidopterologin, Ökologin und Naturschützerin
- Andrés Chitiva (* 1979), Fußballspieler
- Juan Fernando Fonseca (* 1979), Sänger und Komponist
- Gina Romero (* 1980), Menschenrechtsaktivistin

### 1981–1990
- Jack Glottman (* ≈1981), Jazzmusiker
- Steven Goldstein (* 1981), Automobilrennfahrer
- Rafael Montiel (* 1981), Radrennfahrer
- Catalina Sandino Moreno (* 1981), Schauspielerin
- Walter Pedraza (* 1981), Radrennfahrer
- Andrea Galindo (* 1982), Beachvolleyballspielerin
- Ana Lucía Domínguez (* 1983), Schauspielerin und Modell
- Carlos Salamanca (* 1983), Tennisspieler
- Flavio Córdoba (* 1984), Fußballspieler
- Ángela Figueroa (* 1984), Mittel- und Langstrecken- sowie Hindernisläuferin
- Abel Enrique Aguilar (* 1985), Fußballspieler
- Miguel Ángel Rodríguez (* 1985), Squashspieler
- César Villarraga (* 1985), Boxer
- Miguel Uribe Turbay (1986–2025), Politiker
- Alejandro del Valle-Lattanzio (* 1986), kolumbianisch-italienisch-österreichischer Komponist
- Claudia Galindo (* 1987), Beachvolleyballspielerin
- Iván Darío González (* 1987), Langstreckenläufer
- Jarlinson Pantano (* 1988), Bahn- und Straßenradrennfahrer
- Mariana Duque Mariño (* 1989), Tennisspielerin
- Jaime Ramírez (* 1989), Bahn- und Straßenradrennfahrer
- Oriánica Velásquez (* 1989), Fußballspielerin
- Esteban Chaves (* 1990), Radrennfahrer
- Cristian Rodríguez (* 1990), Tennisspieler
- Sebastián Saavedra (* 1990), Autorennfahrer

### 1991–2000
- Tatiana Ariza (* 1991), Fußballnationalspielerin
- Pedro Franco (* 1991), Fußballspieler
- Natalia Gaitán Laguado (* 1991), Fußballnationalspielerin
- Carlos Huertas (* 1991), Autorennfahrer
- Camilo Mayr (* 1991), deutscher Bogenschütze in der olympischen Disziplin Recurve-Bogen
- Lady Andrade (* 1992), Fußballspielerin
- Juan Sebastián Gómez (* 1992), Tennisspieler
- Carlos Muñoz (* 1992), Automobilrennfahrer
- Liana Salazar (* 1992), Fußballspielerin
- Éder Balanta (* 1993), Fußballspieler
- Tatiana Calderón (* 1993), Automobilrennfahrerin
- Gabby Chaves (* 1993), US-amerikanisch-kolumbianischer Automobilrennfahrer
- Jordan Parra (* 1994), Radrennfahrer
- Ana Gabriela Porras (* 1994), Squashspielerin
- Laura Sarabia (* 1994), Politikerin
- Angélica Bernal (* 1995), Rollstuhltennisspielerin
- Laura Tovar (* 1996), Squashspielerin
- Ivonne Chacón (* 1997), Fußballspielerin
- Nicole Botter Gomez (* 1997), italienische Shorttrackerin
- Nicolás Galvis (* 1997), kanadischer Fußballspieler
- Santiago Buitrago (* 1999), Radrennfahrer
- Matías Knudsen (* 1999), Squashspieler
- Nicolás Mejía (* 2000), Tennisspieler
- Juan José Perea (* 2000), Fußballspieler

## 21. Jahrhundert
- Vicente Besuijen (* 2001), niederländischer Fußballspieler
- Jerson Lagos (* 2002), kolumbianisch-neuseeländischer Fußballspieler
- María Camila Reyes (* 2002), Fußballspielerin